# Acquario della Georgia
L'acquario della Georgia (in inglese Georgia Aquarium) è un acquario statunitense, istituito nel 2005 nella città di Atlanta, capitale della Georgia.
La vasca Ocean Voyager, con 24 milioni di litri, è la vasca più capiente del mondo, precede l'acquario del Dubai Mall con 10 milioni di litri e la vasca Kuroshio Sea dell'acquario Churaumi con 7,5 milioni di litri.

## Storia
Nel novembre del 2001, l'imprenditore Bernard Marcus ha annunciato la sua visione di presentare la città di Atlanta con un acquario atto a incoraggiare sia l'educazione, sia la crescita economica. Dopo aver visitato 56 acquari in 13 paesi diversi, ha donato 250 milioni di dollari americani verso la struttura che quattro anni dopo sarebbe diventata il Georgia Aquarium.
Jeff Swanagan, presidente e fondatore dell'Acquario, e direttore esecutivo fino al 2008 è in gran parte accreditato con la creazione della struttura, dalla progettazione della struttura degli acquari e dei suoi ospiti.
L'acquario si trova nel centro di Atlanta su un terreno donato dalla Coca-Cola Company, appena a nord del Centennial Olympic Stadium e vicino al Georgia Dome, Georgia World Congress Center, Philips Arena e al CNN Center.

## Galleria d'immagini

Squalo balena
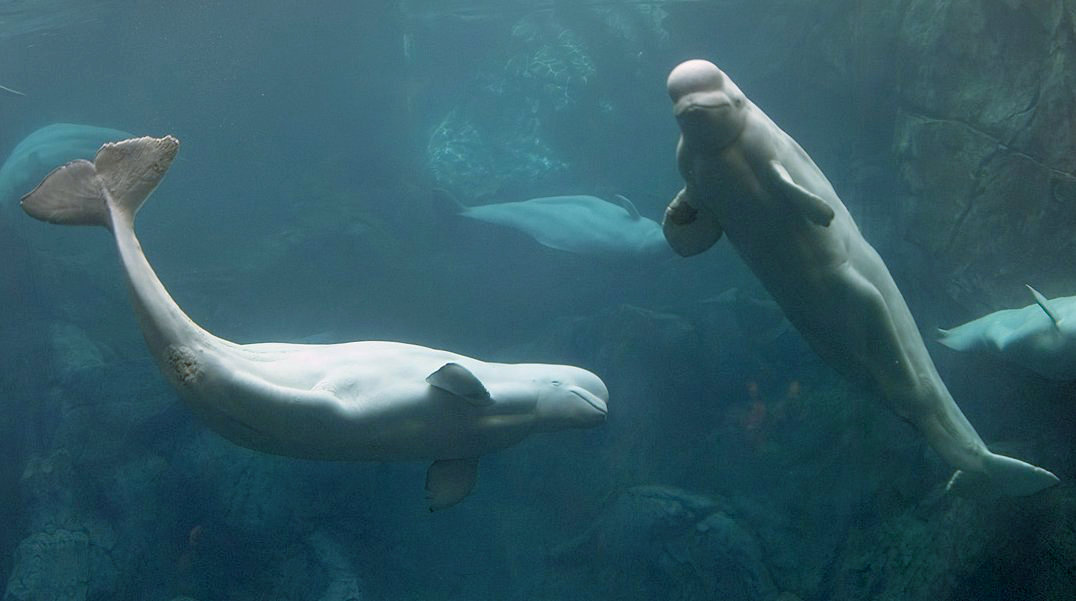
Beluga
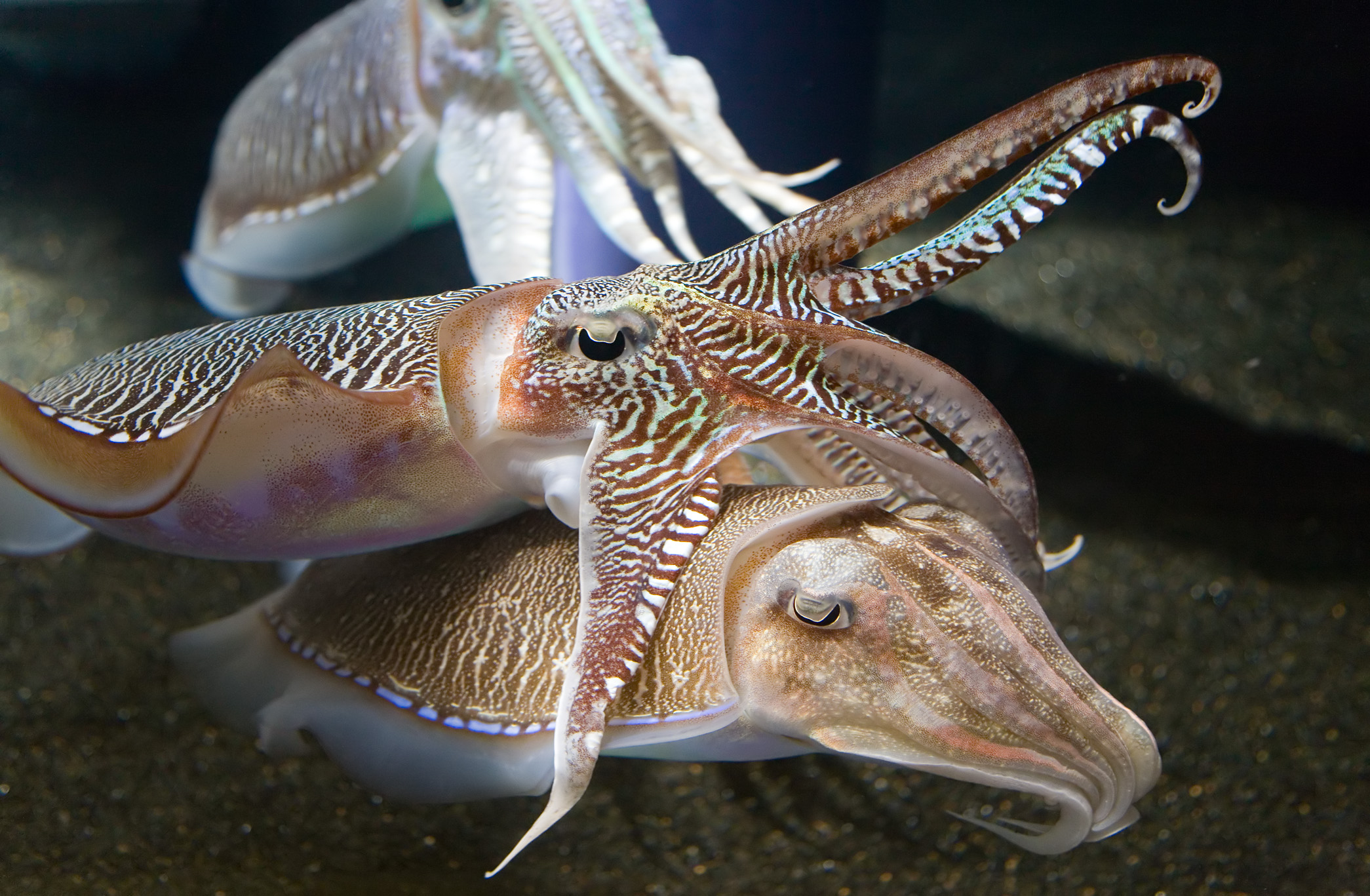
Molluschi Sepiida
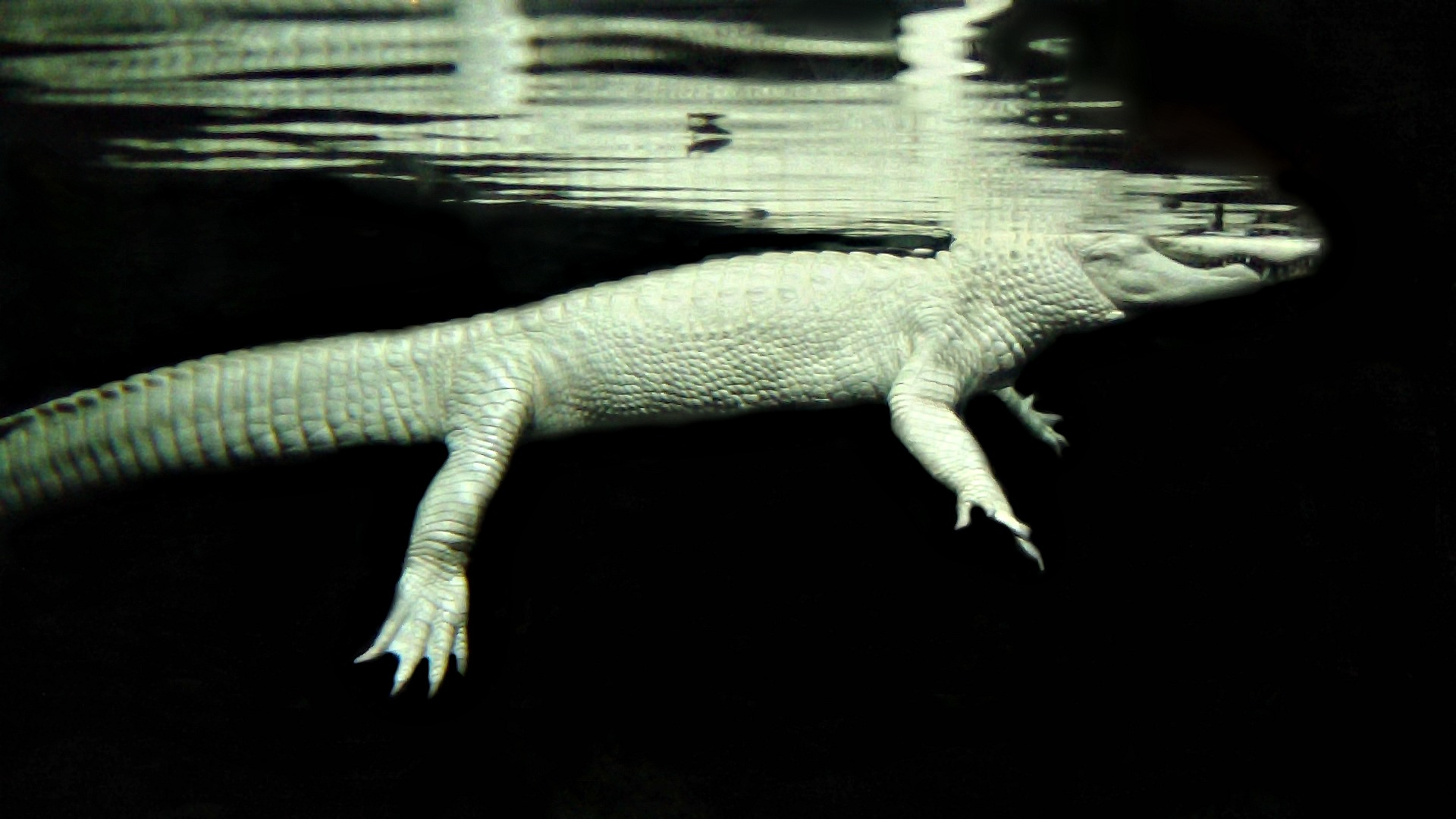
Alligatore albino